# Christophe Olympe de Nervo
Christophe Olympe, baron de Nervo, né le 18 septembre 1765 à Paris et mort le 30 octobre 1835 à Saint-Germain-en-Laye, est un amiral et homme politique français.

## Biographie
Entré jeune dans la marine, il est garde-marine en 1783 et prit part à la guerre d'indépendance des États-Unis et servit dans l'Inde. Il est fait membre de la Société des Cincinnati par George Washington en 1789 lors de la visite de L'Illustre à Boston. Il est promu lieutenant de vaisseau en 1789, puis général de brigade en 1793. 
Major général de l'armée sous les ordres du général de Précy, il participe à la défense de Lyon le 8 août 1793 lors du Soulèvement de Lyon contre l'armée de la Convention. À la chute de la ville, il s'y cache quelque temps, puis émigra dans le canton de Fribourg.
Rentré en France, il devient maire de Saint-Germain-en-Laye en 1795, puis est fait baron sur majorat en 1810 par Bonaparte.
Sous la Restauration, il passe contre-amiral en 1814 et est fait baron par Louis XVIII en 1818. Il devient membre du collège électoral du département de la Somme, président du canton de Nesle et maire d'Étampes.
Il est le frère de la musicienne Hélène de Montgeroult (Hélène Antoinette Marie de Nervo épouse en premières noces d'André Marie Gautier de Montgeroult).

Il meurt le 30 octobre 1835 et est inhumé dans le cimetière ancien de Saint-Germain-en-Laye. La majorité de sa famille, dont son épouse Zoé de Margency (1779-1852), repose dans l'ancien cimetière de la Chabasse sur la commune d'Olliergues.

Sépulture de l'amiral de Nervo
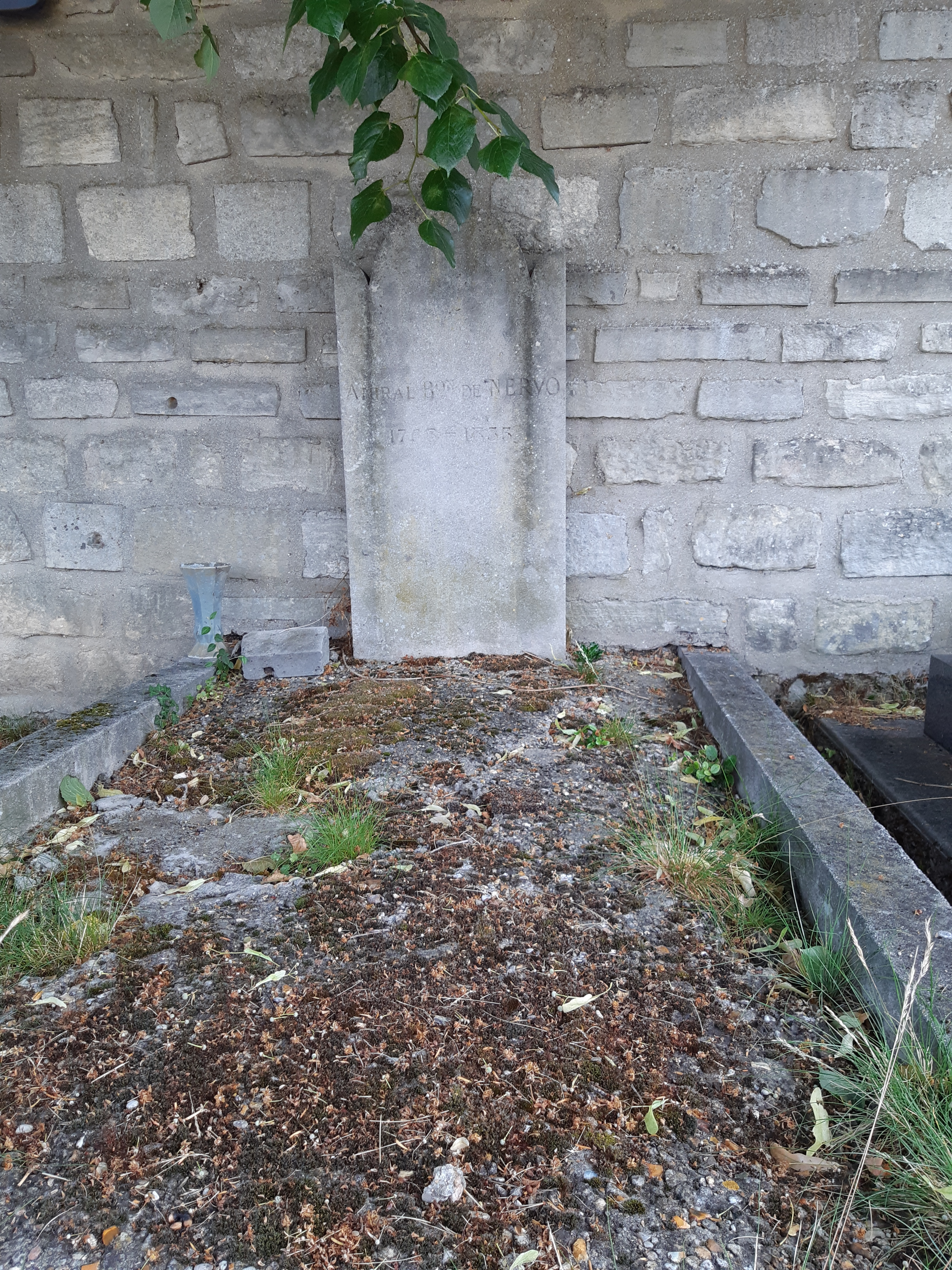
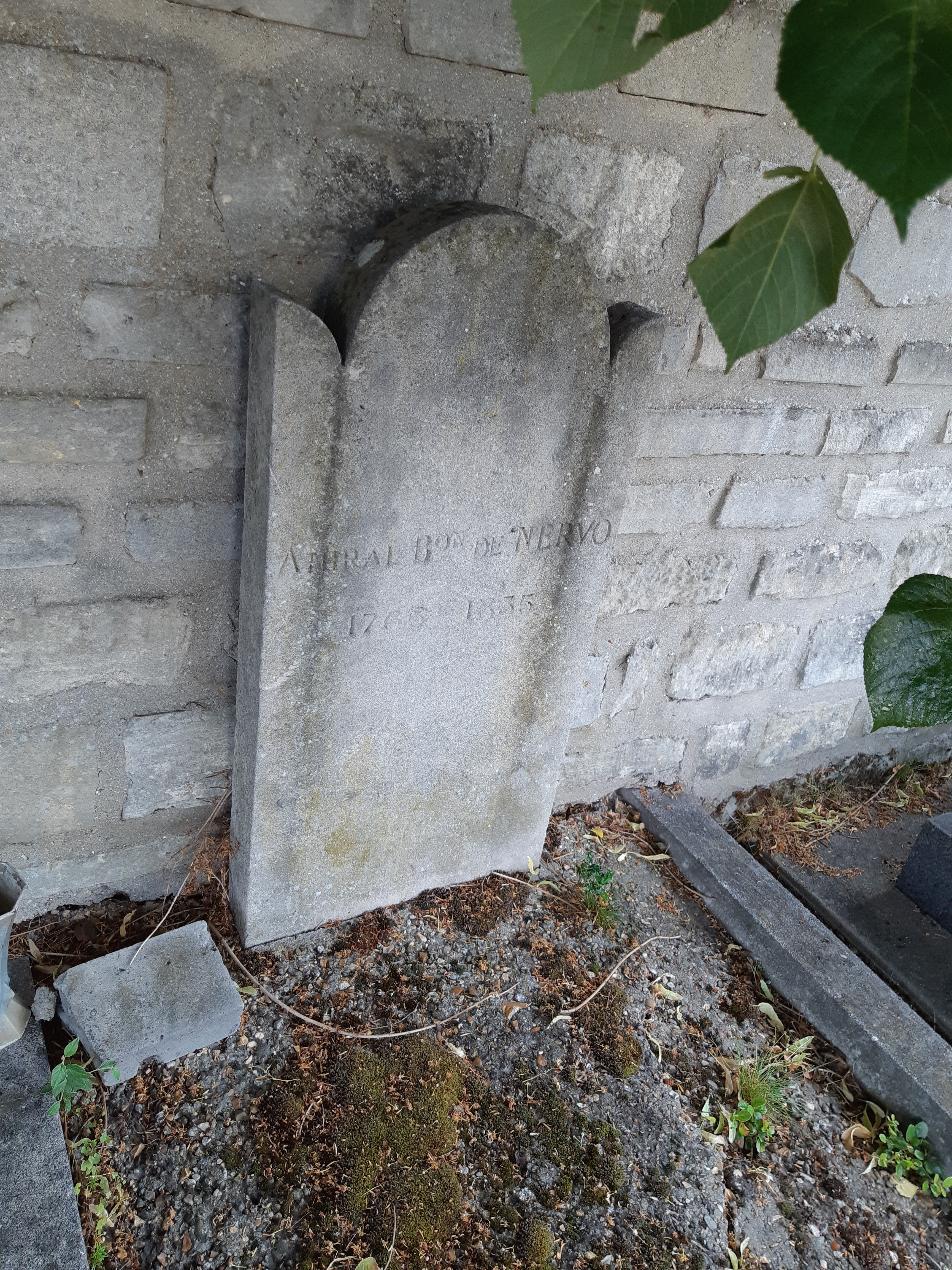